# Rabusquí
Rabusquí (también escrito Rabusky; Cayo Rabusquí o Isla Rabusquí y alternativamente llamada Zancudo) es el nombre que recibe una isla que pertenece al país suramericano de Venezuela. Administrativamente hace parte del Territorio Insular Miranda, una subdivisión de las Dependencias Federales de Venezuela. Geográficamente se localiza en el Mar Caribe, formando parte del archipiélago y parque nacional de Los Roques.

## Geografía
Se encuentra al centro del parque nacional al norte de la Ensenada o Bajo de los Corales, al este de Purquí (o isla del loco), isla larga, al sur de Gran Roque,  al suroeste de Esparquí, y al oeste de Cayo Cuchillo. Justo al norte se encuentra un pequeño cayo llamado Pelona de Rabusquí, junto con una pequeña barrera coralina que posee una cueva rica en fauna marina. La laguna del lugar también llamada Rabusquí es un sitio popular entre los visitantes por la transparencia de sus aguas.
Posee un superficie estimada en 110 hectáreas (equivalentes a 1,10 kilómetros cuadrados) y un perímetro de aproximadamente 7 kilómetros. Esta cubierta en gran parte por una espesa vegetación con multitud de lagunas pequeñas y bahias.